# Salmo 117
Il salmo 117 (116 secondo la numerazione greca) costituisce il centodiciassettesimo capitolo del Libro dei salmi.
È utilizzato dalla Chiesa cattolica nella liturgia delle ore.
È stato impostato per la musica da diversi compositori tra cui: Robert Strassburg